# Крістіан Генріксен
Крістіан Генріксен (норв. Kristian Henriksen, 3 березня 1911, Скі — 8 лютого 2004) — норвезький футболіст, що грав на позиції півзахисника за клуби «Сарпсборг», «Люн» та «Фрігг Осло», а також національну збірну Норвегії. По завершенні ігрової кар'єри — тренер. Дворазовий володар Кубка Норвегії. 

## Клубна кар'єра
У футболі дебютував 1931 року виступами за команду «Сарпсборг», в якій провів п'ять сезонів. 
Своєю грою за цю команду привернув увагу представників тренерського штабу клубу «Фрігг Осло», до складу якого приєднався 1936 року. Відіграв за команду з Осло наступні три сезони своєї ігрової кар'єри.
1938 року перейшов до клубу «Люн», за який відіграв вісім сезонів. За цей час двічі виборював титул володаря Кубка Норвегії. Завершив професійну кар'єру футболіста у 1947 році.

## Виступи за збірну
1934 року дебютував в офіційних матчах у складі національної збірної Норвегії. Протягом кар'єри у національній команді, яка тривала 13 років, провів у її формі 28 матчів.
Був присутній в заявці збірної на чемпіонаті світу 1938 року у Франції, але на поле не виходив.

## Кар'єра тренера
Розпочав тренерську кар'єру, повернувшись до футболу після тривалої перерви, 1947 року, очоливши тренерський штаб клубу «Волеренга».
1957 року став головним тренером команди «Волеренга», тренував команду з Осло один рік.
Протягом тренерської кар'єри також очолював клуб «Драфн».
Останнім місцем тренерської роботи була збірна Норвегії, головним тренером якої Крістіан Генріксен був протягом 1959 року.
Помер 8 лютого 2004 року на 93-му році життя.

## Титули і досягнення
- Володар Кубка Норвегії (2):

«Люн»: 1945, 1946
- Бронзовий олімпійський призер: 1936